# Andreas Hörl

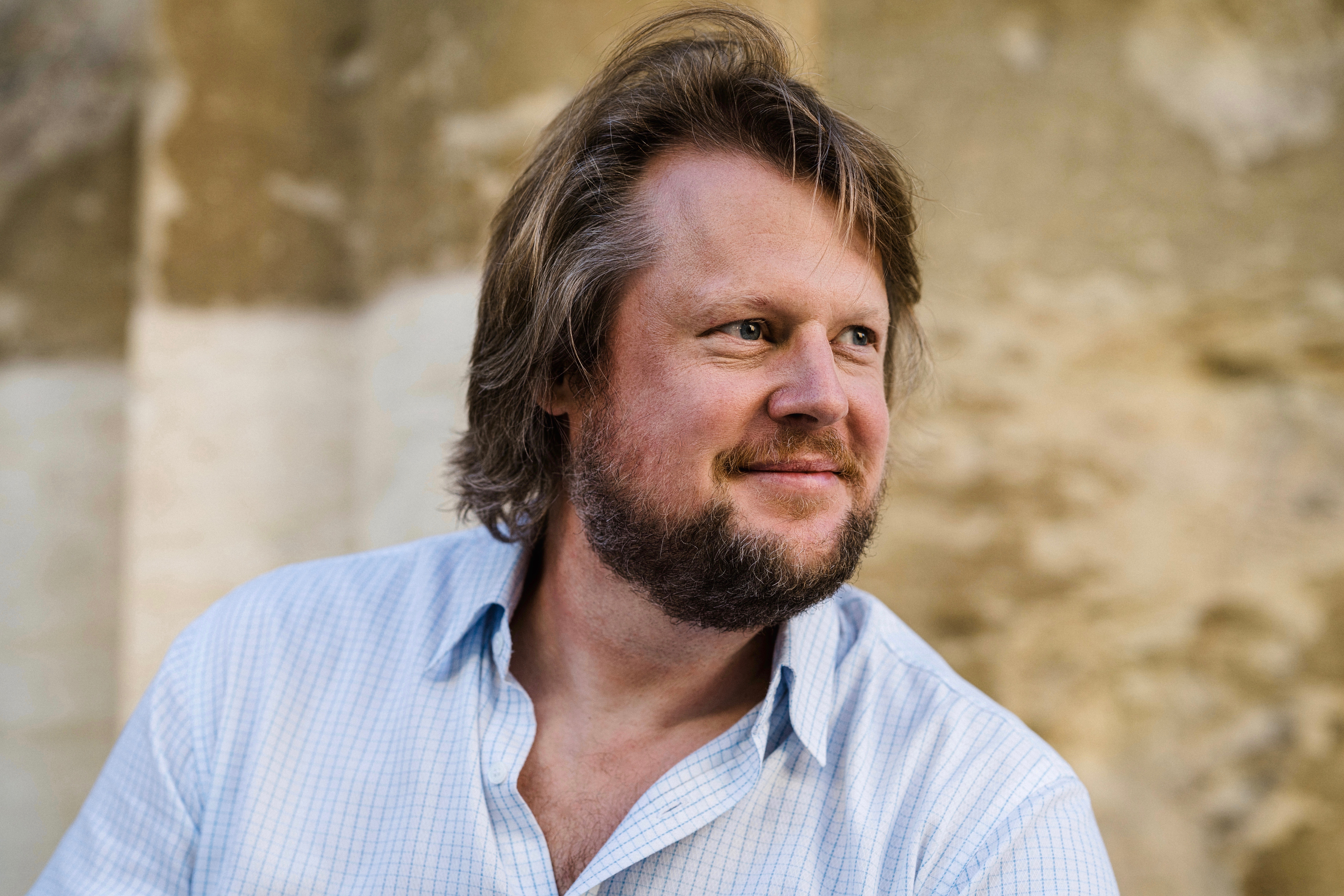
Andreas Hörl

Andreas Hörl (* 1973 in München) ist ein deutscher Konzert- und Opernsänger (Bass).

## Leben
Andreas Hörl besuchte ab 1984 das Staatliche Luitpold-Gymnasium München, wo er 1993 das Abitur ablegte. Er spielt Posaune und Klavier, nahm privaten Gesangsunterricht und war nach einer Ausbildung zum Versicherungskaufmann von 1994 bis 1997 bei der Allianz SE beschäftigt.
Anschließend begann er ein Gesangsstudium bei Kurt Moll an der Kölner Musikhochschule und besuchte Meisterkurse unter anderem bei Mechthild Gessendorf, Reinhard Leisenheimer, Jan-Hendrik Rootering, Harald Stamm, Hermann Winkler und Josef Loibl.
Unmittelbar nach seinem Studium in Köln wurde er 1999 in das internationale Opernstudio der Hamburgischen Staatsoper aufgenommen, wo er in der Opernstudio-Produktion von Powder Her Face von Thomas Adès im Frühjahr 2001 die Partie des Hotelmanagers übernahm. Für eine CD-Aufnahme für den WDR von Der Freischütz von Carl Maria von Weber im Juni des gleichen Jahres sang er die Partie des Eremiten. 2003 gastierte er als Falstaff in Die lustigen Weiber von Windsor bei den Eutiner Festspielen.
Andreas Hörl debütierte früh in großen Partien, so zum Beispiel als Baron Ochs in Der Rosenkavalier in Bremerhaven 2004 und als Landgraf in Minden 2005. Er war ab der Spielzeit 2001/02 bis 2005 festes Ensemblemitglied der Hamburgischen Staatsoper, sang anschließend für zwei Jahre im Ensemble der Oper Köln, war ab der Saison 2007/08 bis 2012 fest am Opernhaus Zürich und von 2012 bis 2014 an der Wiener Staatsoper engagiert.
Seit der Spielzeit 2014/15 ist Andreas Hörl freischaffend tätig und debütierte 2015 als Fafner in Das Rheingold und Siegfried bei den Bayreuther Festspielen.
In der Spielzeit 2015/16 gab er seine Debüts an der Mailänder Scala als 1. Handwerksbursche in der Neuproduktion von Wozzeck und als Hunding in der Neuproduktion von Die Walküre an der Ungarischen Staatsoper Budapest, den er anschließend in einer konzertanten Aufführung der Walküre des Odense Symfonieorkesters wiederholte. Im Dezember 2016 trat er als König Marke am Teatro dell’Opera di Roma unter der Leitung von Daniele Gatti auf. Im Sommer 2017 sang er erneut bei den Bayreuther Festspielen in den Meistersingern.
2018 war er in Odense im Ring-Zyklus als Hunding und Fafner sowie in Bayreuth als Hans Schwarz zu Gast. Im September folgte sein Debüt als Hagen in der Neuproduktion Götterdämmerung des Stadttheaters Minden in Kooperation mit dem Richard-Wagner-Verband Minden und der Nordwestdeutschen Philharmonie unter der musikalischen Leitung von Frank Beermann. Ebenso sang er Pater Guardian (La forza del destino) am Stadttheater Gießen und Timur am Theater Chemnitz.
2019 gastierte er als Baron Ochs am Mecklenburgischen Staatstheater Schwerin. Es folgte erneut sein Hagen in Minden und Fafner (Siegfried) am Staatstheater Oldenburg.
Sein Interesse gilt neben den klassischen Bass-Partien auch der Musik des 20. Jahrhunderts und den großen Chorwerken der geistlichen Literatur von Bach über Haydn, Mozart und Schubert bis zu Verdi und Rossini.
Im Laufe seiner Karriere wurde er von namhaften Orchestern begleitet und hat unter bedeutenden Dirigenten wie etwa Frieder Bernius, Ingo Metzmacher, Hans Wallat und Claudio Abbado gesungen, der ihn nach einer Aufführung von Tristan und Isolde bei den Salzburger Osterfestspielen mit den Berliner Philharmonikern zu einem Gastspiel in Tokio einlud.

## Repertoire (Auswahl)
- „Ein Tierbändiger/Ein Athlet“ in Lulu von Alban Berg
- „Der Menschenfresser“ in Pollicino von Hans Werner Henze
- „Lorenz von Pommersfelden“ in Mathis der Maler von Paul Hindemith
- „Pfarrer“/Dachs in Das schlaue Füchslein von Leoš Janáček
- „Amtmann“ in Werther von Jules Massenet
- „Il Commendatore“ in Don Giovanni von Wolfgang Amadeus Mozart
- „Sarastro“ in Die Zauberflöte von Wolfgang Amadeus Mozart
- „Osmin“ in Die Entführung aus dem Serail von Wolfgang Amadeus Mozart
- „Colline“ in La Bohème von Giacomo Puccini
- „Polizist“ in Die Stadt der Blinden von Anno Schreier
- „Baron Ochs auf Lerchenau“ in Der Rosenkavalier von Richard Strauss
- „Polizeikommissär“ in Der Rosenkavalier von Richard Strauss[6]
- „Der König“/Ramphis in Aida von Giuseppe Verdi
- „Titurel“/2. Gralsritter in Parsifal von Richard Wagner
- „Hermann Landgraf von Thüringen“ in Tannhäuser von Richard Wagner
- „König Marke“ in Tristan und Isolde von Richard Wagner
- „Hunding“ in Die Walküre von Richard Wagner
- „Daland“ in Der fliegende Holländer von Richard Wagner
- „Hagen“ in Götterdämmerung von Richard Wagner